# Ван Бі
Ван Бі (226 — 249) — китайський філософ, один з родоначальників вчення, що поєднувало конфуціанство і даосизм — сюань-сюе («вчення про таємниче»), тобто надчуттєві підстави буття, і пов'язаною з цим вченням діалогічної традиції філософських спекуляцій — «чистих бесід» (цін тань).

## Життєпис
Народився у Цзюйє. Був великим сановником (шан шу лан) у державі Вей (220—264). Інший високопоставлений придворний династії Західна Цзінь (265—316) Хе Шао залишив його біографію у «Трактаті про Трицарство». Помер у віці 24.

## Філософія
Прагнучи обґрунтувати конфуціанські погляди на суспільство і людину за допомогою даоської метафізики, а не натурфілософії своїх попередників — конфуціанців епохи Хань, Ван Бі виробив систему категорій, що зробила в подальшому значний вплив на понятійний апарат і концепції китайського буддизму і неоконфуціанства. Він першим ввів фундаментальну опозицію «ті» — «юн» у значенні: «тілесна сутність (субстанція) — діяльний прояв». Виходячи з визначень дао і тези «наявність (ю) народжується з відсутності», Ван Бі ототожнив дао з «відсутністю (небуттям)», яке він розумів як «єдину», «центральну», «граничну» та «чільну» «першосутність», де збігаються одна з одною «тілесна сутність» і її «прояв».
Верховенство універсального дао Ван Бі розумів як закономірне, а не фаталістіче, витлумачуючи і дао, і «приречення (доля)» за допомогою категорії «принцип». «Принципи» він вважав конститутивними компонентами «речей» і протиставляв «справам». Різноманіття непередбачуваних явищ, згідно з Ван Бі, обумовлено також протилежністю між їх «тілесною сутністю» і почуттями. властивостями, природною основою і намаганням, реалізуючись насамперед у часі.
Ван Бі інтерпретував вчення «Чжоу і» як теорію часових процесів і змін, визначивши, що головний елементи трактату — символічні категорії гуа, тобто «часи». Проте зафіксовані в «гуа» загальнопроцесуальні закономірності несвідомі до конкретних образів і не можуть слугувати основою для однозначних прогнозів — «обчислень жереба». Це філософське тлумачення вчення «Чжоу і» було спрямоване проти його мантичної інтерпретації у попередній нумерологічній традиції та отримало подальший розвиток у неоконфуціанця Чен І. У неоконфуціанства було розвинене також запропоноване Ван Бі трактування категорії чі, а положення про дихотомії чі та ши — у вченні буддиської школи хуаянь.

## Праці
Викладав свої ідеї у коментарях до конфуціанських і даоських текстів, з яких збереглися:
- «Чжоу і люе чи» («Стислі положення» «Чжоуских змін», або «Основні принципи Книги змін»)
- «Чжоу і чжу» ("Коментар до «Чжоуских зміна»)
- «Лао-цзи Дао де цзин чжу» («Коментар до „Канону Шляху і благодаті“ Лао-цзи»)
- «Лао-цзи чжи люе» («Стислий виклад задуму Лао-цзи»)
- «Чжоу і да янь лунь» ("Судження про велике розширення «Чжоуских змін»)
- «Лунь юй ши і» ("Роз'яснення сумнівних місць у «Судженнях і бесідах»).